# 猴樟
猴樟（学名：Cinnamomum bodinieri）为樟科樟属的植物，是中国的特有植物。分布在中国大陆的湖南、四川、湖北、云南、贵州等地，生长于海拔700米至1,480米的地区，多生在路旁、沟边、疏林及灌丛中，目前尚未由人工引种栽培。

## 别名
香樟、香树、楠木（四川） 猴挟木（湖南） 樟树（湖北） 大胡椒树（贵州兴义）